# Jiménez (dinastia)
Con il cognome Jiménez (secondo la grafia basca moderna Semeno o Xemeno) viene indicata un'antica dinastia spagnola che regnò sul Regno di Navarra dal 905 al 1234.

## Storia
Un plausibile fondatore di questa dinastia fu García II Jiménez, ma storicamente accertato fu Sancho I Garcés primo sovrano ad utilizzare il titolo di re di Navarra. Questa dinastia soffrì, molte volte comunque, per gli interventi dei regni musulmani vicini, tanto che fu necessario attendere l'XI secolo per una decisiva affermazione della Navarra sui territori circostanti.
Il re Sancho III il Grande inaugurò una politica espansionistica che permise alla regione di annettere i regni di Castiglia e León; grazie a cambiamenti dinastici e guerre riuscì così a conquistare tutta la Spagna allora cristiana fuorché la marca hispanica.

Prima di morire, divise i possedimenti tra i figli Garcia (Navarra), Ramiro (Aragona, che diventa regno nel 1035), Ferdinando (Castiglia, di cui era conte e dal 1035 re, e León, nel 1037, alla morte dell'ultimo re Bermudo III l'infame, a cui Sancho III aveva usurpato il trono) e Gonzalo (Sobrarbe e Ribagorza, che nel 1037, alla sua morte, passarono al fratello Ramiro).
La supremazia della Navarra, però, durò solo fino all'epoca del successore di Sancho, García III Sanchez (1035-1054), che morì combattendo contro suo fratello Ferdinando I di León. Alla morte dell'ultimo re della dinastia, Sancho IV, avvenuta nel 1076, il regno venne annesso a quello di Aragona, a partire da Sancho V Ramírez (1076-1094) e fino ad Alfonso I il Battagliero (1104-1134).
Alla morte di quest'ultimo, la Navarra ottenne la sua indipendenza. Il problema della successione al trono venne risolto con l'elezione di García IV Ramírez (1134-1150), chiamato il Restauratore. Tutta la politica estera di questo periodo consistette nella ricerca di un difficile equilibrio con i confinanti regni di Castiglia e Aragona.
Sancho VII il Forte (1194-1234) perdette le regioni che oggi appartengono ai Paesi Baschi (Álava e Gipuzkoa). Alla sua morte, la corona di Navarra, ridotta ormai a uno staterello di periferia, passò a Tebaldo, conte di Champagne e Brie, che aveva sposato Bianca di Navarra, figlia dell'ultimo re.

La Navarra passò così sotto il dominio di una casa francese, perdendo tutto il suo lustro e riducendosi sempre di più a causa dei continui cambiamenti di dinastie.